# Kellerton
Kellerton ist eine Kleinstadt (mit dem Status „City“) im Ringgold County im US-amerikanischen Bundesstaat Iowa. Im Jahr 2010 hatte Kellerton 315 Einwohner, deren Zahl sich bis 2015 auf 312 leicht verringerte. Das U.S. Census Bureau hat bei der Volkszählung 2020 eine Einwohnerzahl von 243 ermittelt.

## Geografie
Kellerton liegt im Südwesten Iowas und rund 10 km nördlich der Grenze zum benachbarten Bundesstaat Missouri.
Die geografischen Koordinaten von Kellerton sind 40°42′39″ nördlicher Breite und 94°03′00″ westlicher Länge. Die Stadt erstreckt sich über eine Fläche von 1,74 km² und ist die größte Ortschaft innerhalb der Athens Township.
Nachbarorte von Kellerton sind Beaconsfield (12,9 km nördlich), Grand River (19,5 km nordöstlich), Decatur City (19,9 km östlich), Lamoni (19 km südöstlich), Hatfield in Missouri (29,1 km südwestlich), Mount Ayr (16,2 km westlich), Tingley (28,4 km nordwestlich) und Ellston (19,6 km nordnordwestlich).
Die nächstgelegenen größeren Städte sind Iowas Hauptstadt Des Moines (131 km nordnordöstlich), Kansas City in Missouri (204 km südsüdwestlich), Nebraskas Hauptstadt Lincoln (251 km westlich) und Nebraskas größte Stadt Omaha (218 km westnordwestlich).

## Verkehr
Rund 10 km östlich von Kellerton verläuft in Nord-Süd-Richtung der Interstate Highway 35, der hier die kürzeste Verbindung von Des Moines nach Kansas City bildet. Der Iowa Highway 2 führt in West-Ost-Richtung als Hauptstraße durch das Stadtgebiet von Kellerton. Alle anderen Straßen sind untergeordnete, teils unbefestigte Fahrwege oder innerörtliche Verbindungsstraßen.
Mit dem Judge Lewis Field Mount Ayr Municipal Airport befindet sich 12,8 km westlich ein kleiner Flugplatz für die Allgemeine Luftfahrt. Die nächsten Verkehrsflughäfen sind der Des Moines International Airport (124 km nordnordöstlich), der Kansas City International Airport (211 km südsüdwestlich) und das Eppley Airfield in Omaha (217 km westnordwestlich).

## Geschichte
Kellerton war der erste Ort im Ringgold County, der im Zuge des Baus einer Eisenbahnstrecke angelegt wurde. Der erste Personenzug erreichte im Jahr 1879 Kellerton. Der Ort wurde nach dem Richter Isaac W. Keller (1828–1923) benannt, der sich 1855 aus Ohio kommend im Ringgold County ansiedelte. Im Jahr 1881 wurde Kellerton als selbstständige Kommune inkorporiert.

## Bevölkerung
Nach der Volkszählung im Jahr 2010 lebten in Kellerton 315 Menschen in 126 Haushalten. Die Bevölkerungsdichte betrug 179,3 Einwohner pro Quadratkilometer. In den 126 Haushalten lebten statistisch je 2,5 Personen.
Ethnisch betrachtet setzte sich die Bevölkerung zusammen aus 96,2 Prozent Weißen, 1,0 Prozent amerikanischen Ureinwohnern und 1,6 aus anderen ethnischen Gruppen; 1,3 Prozent stammten von zwei oder mehr Ethnien ab. Unabhängig von der ethnischen Zugehörigkeit waren 2,2 Prozent der Bevölkerung spanischer oder lateinamerikanischer Abstammung.
27,3 Prozent der Bevölkerung waren unter 18 Jahre alt, 55,6 Prozent waren zwischen 18 und 64 und 17,1 Prozent waren 65 Jahre oder älter. 47,3 Prozent der Bevölkerung waren weiblich.
Das mittlere jährliche Einkommen eines Haushalts lag im Jahr 2014 bei 39.038 USD. Das Pro-Kopf-Einkommen betrug 16.623 USD. 10,4 Prozent der Einwohner lebten unterhalb der Armutsgrenze.